# Norroy-lès-Pont-à-Mousson
Norroy-lès-Pont-à-Mousson település Franciaországban, Meurthe-et-Moselle megyében. Lakosainak száma 1161 fő (2022. január 1.). Norroy-lès-Pont-à-Mousson Vandières, Fey-en-Haye, Montauville, Pont-à-Mousson, Vilcey-sur-Trey és Villers-sous-Prény községekkel határos.

## Népesség
A település népességének változása:
| Lakosok száma | 526  | 807  | 1027 | 1168 | 1248 | 1223 | 1194 | 1190 | 1188 | 1161 |
|               | 1968 | 1982 | 1990 | 2006 | 2013 | 2015 | 2017 | 2019 | 2020 | 2022 |